# Landeck
Landeck è un comune austriaco di 7 773 abitanti nel distretto di Landeck, in Tirolo, del quale è capoluogo e centro maggiore; ha lo status di città capoluogo di distretto (Bezirkshauptstadt). È stato istituito nel 1900 con la fusione dei comuni soppressi di Angedair e Perfuchs; tra il 1939 e il 1945 ha inglobato il comune di Zams.